# Carli Lloyd
Carli Anne Lloyd (sinh ngày 16 tháng 7 năm 1982) là một cựu nữ cầu thủ bóng đá người Mỹ, đã hai lần đoạt huy chương vàng Olympic, vô địch World Cup nữ, và Cầu thủ xuất sắc nhất năm của FIFA 2015.

## Tiểu sử
Sinh ra trong gia đình Stephen và Pamela Lloyd, Carli lớn lên ở Delran Township, một cộng đồng nhỏ nằm ở phía Nam New Jersey khoảng mười lăm phút về phía đông bắc Philadelphia. Lloyd bắt đầu chơi bóng đá lúc năm tuổi. Nói về việc con gái mình chơi bóng đá lúc còn nhỏ, mẹ Lloyd, bà Pamela cho biết, "Ở tuổi đó, nó đã được học ở trường cho cả nam và nữ sinh, và Carli đã chơi các trò chơi với các cậu bạn. Cháu luôn luôn yêu thích bóng đá và tỏ ra có rất nhiều khả năng từ khi còn nhỏ, nhưng cháu cũng luôn chăm học." Lloyd có một em trai, Stephen, và một em gái, Ashley..
Cô hiện đang chơi cho Sky Blue trong Liên đoàn Bóng đá nữ quốc gia (NWSL) và đội tuyển bóng đá nữ quốc gia Hoa Kỳ. Lloyd ghi các bàn giúp đội bóng của mình được huy chương vàng trong các trận chung kết của Thế vận hội Mùa hè 2008, Thế vận hội mùa hè năm 2012 và FIFA World Cup 2015 của phụ nữ. Cô đã đại diện cho Hoa Kỳ tại ba giải đấu của Vô địch thế giới nữ FIFA: vô địch thế giới nữ World Cup 2007, trong đó cô đã giúp Mỹ giành chiến thắng huy chương đồng; giải vô địch nữ World Cup 2011, trong đó đội tuyển Mỹ giành huy chương bạc; và giải vô địch nữ World Cup FIFA 2015, nơi Lloyd ghi được một hat-trick trong trận chung kết và giúp đội tuyển Mỹ giành danh hiệu thứ ba của mình.